# Massachusetts State House
La Massachusetts State House è la sede dell'assemblea legislativa dello Stato del Massachusetts oltre che la sede del Governatore dello Stato. Sorge a Boston, nel quartiere centrale di Beacon Hill.

## Storia e progettazione
Il palazzo della Massachusetts State House si estende sulla cima della collina di Beacon Hill per un totale di 27.000 metri quadrati. Fu costruito su terreni un tempo appartenenti a John Hancock, il primo governatore dello Stato eletto democraticamente. Prima che l'attuale edificio fosse completato, nel 1798, la sede governativa dello Stato risiedeva nella cosiddetta Old State House, in Court Street.
Il palazzo attuale fu progettato dall'architetto Charles Bulfinch e costruito sotto la sua supervisione fra il 1795 e il 1798. Bulfinch, per l'aspetto esterno della State House, si ispirò soprattutto a due edifici che aveva potuto studiare a Londra: la Somerset House, opera di William Chambers e il Pantheon di Oxford Street di James Wyatt. Nel 1898, all'edificio di Bulfinch fu aggiunta un'importante espansione su progetto dell'architetto bostoniano Charles Brigham.

## La cupola
La cupola originale costruita da Bulfinch era in legno, ma a causa delle infiltrazioni d'acqua si decise di ricoprirla di lastre di rame nel 1802. Ad occuparsi del rivestimento fu la società del famoso patriota Paul Revere, uno dei primi ad introdurre sistemi di lavorazione del rame in quantità industriali in America.
Inizialmente il colore della cupola era grigio, poi nel 1874 si decise di ricoprire il rame con la foglia oro, dandole il caratteristico colore che si può osservare anche adesso. Durante la Seconda guerra mondiale la cupola fu di nuovo dipinta di un colore scuro per evitare che, durante i black out, i riflessi della cupola rendessero la città più vulnerabile agli eventuali attacchi aerei. Nel 1997, nell'ambito di un progetto di rinnovamento urbano, si decise di coprire ancora una volta la cupola con foglia oro a 23 carati, al costo di oltre 300.000 dollari.
Sulla cima della cupola fu posto un coronamento a forma di cono di pino, per simboleggiare l'importanza dell'industria del legname ai tempi della fondazione dello Stato.

## Statue
Di fronte all'edificio è posta una statua equestre del generale Joseph Hooker, eroe della Guerra Civile Americana. Altre statue erette di fronte all'edificio raffigurano il politico Daniel Webster, l'educatore Horace Mann e il presidente John Fitzgerald Kennedy. Nelle aiuole davanti all'ala est e ovest dell'edificio si trovano le statue delle pioniere Anne Hutchinson e Mary Dyer.

## Interno dell'edificio

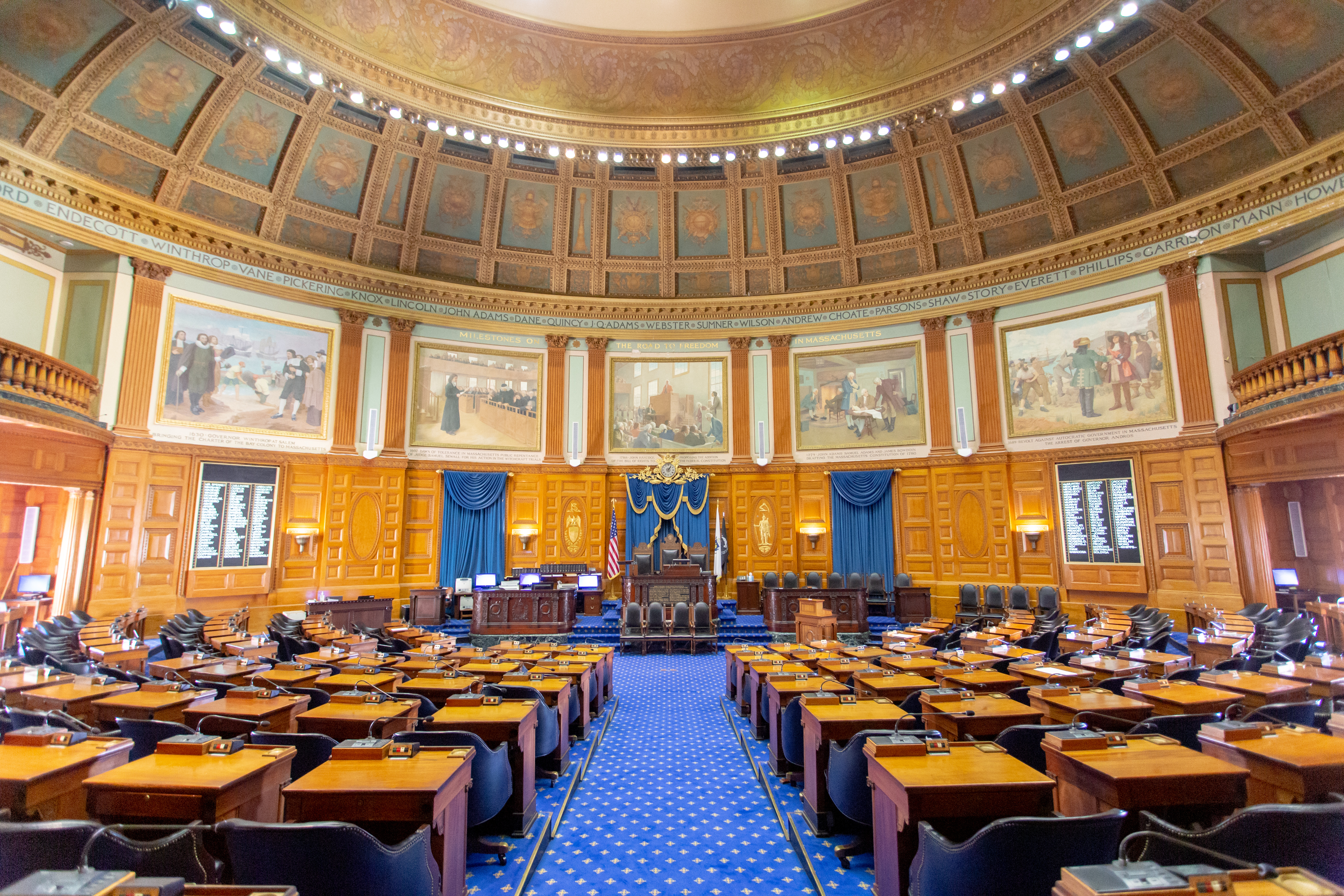
Camera dei rappresentanti

L'originale edificio centrale di mattoni rossi ospita gli uffici del Governatore, con il Senato che si riunisce nell'aula sormontata dalla cupola, che un tempo ospitava le sedute della Camera dei Rappresentanti. La Camera dei Rappresentanti si riunisce ora nell'ala est dell'addizione di Brigham. Appeso al soffitto della Camera dei Rappresentanti si trova la scultura del cosiddetto Sacred Cod, un enorme merluzzo intagliato nel legno, donato nel 1784 ai rappresentanti dello Stato da un mercante di Boston per ricordare con la sua presenza l'importanza dell'industria della pesca nello sviluppo della città.
Il secondo piano sotto la cupola è decorato da affreschi dipinti da Edward Brodney. Brodney vinse un concorso per affrescare i muri dell'edificio bandito nel 1936 dalla Works Progress Administration. 
Sulla facciata dell'edificio di Bulfinch si innesta una grande scalinata che porta dal livello stradale di Beacon Street dentro la cosiddetta Doric Hall (Aula Dorica), l'atrio di ingresso del palazzo.
La porta grande che si apre nella Doric Hall tradizionalmente viene aperta solo in tre occasioni: quando il Presidente degli Stati Uniti o un altro capo di Stato visita la città, quando il Governatore del Massachusetts esce dall'edificio l'ultimo giorno del suo mandato per lasciare la carica, durante quello che viene chiamato il Long Walk, e infine quando lo stendardo di un reggimento viene riportato in città dopo una battaglia.